# Тюльково
Тюльково — село в Балахтинском районе Красноярского края России. Административный центр Тюльковского сельсовета.

## География
Село находится на расстоянии 25 км к западу от посёлка городского типа Балахта, административного центра района.

## Население
| 1989 | 2002  | 2010 |
| ---- | ----- | ---- |
| 1069 | ↗1080 | ↘990 |

### Гендерный состав
По данным Всероссийской переписи населения 2010 года, в селе проживало 990 человек (474 мужчины и 516 женщин).

## Улицы
| - пер. Барановского, - ул. Дивногорская, - ул. Карла Маркса, | - ул. Ленина, - ул. Молодёжная, - ул. Набережная, | - ул. Советская, - пер. Фермерский, - ул. Юности. |